# Presidente Sarney
Presidente Sarney est une municipalité brésilienne située dans l'État du Maranhão.